# Flache (voirie)
Pour les articles homonymes, voir Flache.
Une flache est un type de déformation d'une chaussée qui est caractérisé par une dépression superficielle de forme arrondie,.
Les flaches peuvent être rencontrées sur les chaussées souples ou semi-rigides, revêtues ou non revêtues, mais pas sur les chaussées rigides comme les chaussées en béton.

## Causes
Pour les chaussées souples en graves naturelles, la cause est à rechercher dans un défaut de portance localisé du sol, qui pourrait être dû par exemple à une poche d'argile humide.
Pour les chaussées semi-rigides, traitées aux liants hydrauliques (ciment, laitier, etc.), la cause d’une flache peut, outre la présence d’un défaut localisé de portance, être recherchée dans une mauvaise qualité localisée des matériaux de l'assise.

## Évolution
Une flache évolue la plupart du temps d'abord en faïençage puis en départ des matériaux formant un ou des nids de poules.

## Techniques d’entretien

### Entretien par pièces auXIXesiècle
Les chaussées empierrées du XIXe siècle se dégradaient très rapidement et de nombreuses flaches apparaissaient de part en part. Pendant longtemps le mode de réparation utilisé par les cantonniers a consisté à répandre, pour ainsi dire au hasard, les matériaux sur la chaussée. Le problème était qu’ils s'éparpillaient sous le pied des chevaux, causaient une grande gêne à la circulation, occasionnaient des accidents et finalement étaient broyés en pure perte.
Pour remédier à ces inconvénients, les cantonniers ont été conduits à recouvrir les cailloux de boues de route et de détritus, obtenant ainsi une prise rapide. Si la méthode était rapide, elle n’en était pas moins funeste pour les chaussées. La prise des matériaux n'était en effet qu'apparente, et une désagrégation se produisait rapidement à la moindre sécheresse, conduisant à une chaussée molle, boueuse en hiver et poudreuse en été, sourde au roulage et mauvaise en tout temps.
Ce n’est que vers le milieu du XIXe siècle que la méthode dite de l’entretien par pièces, ou d’emplois partiels, fut précisée.

On commence par délimiter le contour de la flache à combler au moyen de lignes droites pour déterminer une surface rectangulaire dans l’axe de la chaussée. Le contour de la flache est alors piqué et l’intérieur creusé. Les matériaux sont versés à la vannette, sans ajout de détritus ; ils sont étalés et rangés dans la forme, et l'on a soin, si par hasard le cassage est défectueux, de réserver les plus petits cailloux pour les bords de l'emploi. La pièce est ensuite pilonnée jusqu'à prise parfaite, et jusqu'à ce que la surface prenne l'aspect d'une sorte de mosaïque.
Une pièce récente doit être visitée fréquemment par le cantonnier qui enlève les cailloux détachés et répare les avaries. Sur des chaussées en bon état, il convient en général d'effectuer tous les emplois nécessaires à l'automne et au commencement de l'hiver, c'est-à-dire avant le mois de janvier ; les emplois tardifs s'incorporant toujours mal à la chaussée et l'on est souvent conduit à les enlever.
Avec ces précautions, la méthode des emplois donnait de bons résultats ; elle exigeait beaucoup de main-d'œuvre, mais cette main-d'œuvre entraînait une économie de matériaux.
Cette méthode de l'entretien par pièces, grâce à la simplicité des moyens mis en œuvre, a été utilisée pour l'entretien des chaussées ordinaires à faible trafic pendant encore une bonne partie du XXe siècle .

### Réparation des flaches depuis leXXesiècle
Le comportement des structures de chaussée étant maintenant connu, il est clair qu’un comblement de la dépression, comme on le faisait auparavant, ne règle pas le problème de portance ou de mauvais matériaux constituant la chaussée. Il est préférable d’enlever les matériaux déficients.
Pour les flaches d’une profondeur de 2 à 5 cm, il convient de faire une purge superficielle, à savoir une extraction de matériaux, sur l'épaisseur des matériaux désagrégés et pollués. Pour ces faibles flaches sur des revêtements hydrocarbonés, la méthode des emplois partiels consistant à gravillonner la flache ne résout pas le problème de portance, mais permet de prolonger la durée de vie de la chaussée en évitant une ou des purges qui sont plus longues à réaliser.
Pour les flaches d’une profondeur supérieure à 5 cm, il convient de faire une purge plus profonde.